# Лаура Джейн Річардсон
Лаура Джейн Річардсон (народилася 11 грудня 1963) — чотиризіркова пані генерал в армії Сполучених Штатів, яка водночас є командувачкою Південного Командування Збройних сил США з 29 жовтня 2021 року. До цього, з липня 2019 року по вересень 2021 року, вона була командувачкою 5-тої армії (США).
Як армійська льотчиця, Річардсон літала на тактичних багатоцільових вертольотах Sikorsky UH-60 Black Hawk.У 2011 році отримала звання бригадної пані генерала, жінка служила в різних командуваннях у Форті Гуд і була начальницею штабу зв'язку в Міжнародних силах сприяння безпеці в Афганістані. А у червні 2017 року її підвищили до пані генерал-лейтенанта і призначили заступницею командира Командування сил армії США (FORSCOM). Вона виконувала обов'язки командирки FORSCOM з жовтня 2018 року по березень 2019 року, а 8 липня 2019 року стала першою жінкою, яку призначили командувати 5-ю армією США. Лаура була призначена на посаду командирки Південного Командування Збройних сил США президентом Джо Байденом у березні 2021 року і затверджена на цій посаді Сенатом Сполучених Штатів 11 серпня. Після підвищення 18 жовтня 2021 року Річардсон стала другою жінкою, яка отримала ранг пані генерала армії США, а також третьою жінкою, яка очолює бойове командування.

## Раннє життя
Лаура народилася у сім'ї вчительки Сюзанн (Аллен) Стрікленд та лікаря Дарвіна Яна Стрікленда. Дитинство минуло у Нортгленні, штат Колорадо, де Річардсон відвідувала державні школи та закінчила середню школу Нортгленна у 1982 році. Дівчина навчалася у коледжі Метрополітен у Денвері, де отримала ступінь бакалавра природничих наук з психології. Вона була американською плавчинею національного рівня та отримала ліцензію пілота у віці 16 років Річардсон була наділена повноваженнями за програмою Корпусу підготовки офіцерів запасної армії в 1986 році.

## Кар'єра молодшої та польової офіцерки
У 1986 році Річардсон була прийнята на службу в авіаційне відділення армії США як другий лейтенант. У складі 128-ї штурмової вертолітної роти, Лаура керувала гелікоптерами Sikorsky UH-60 Black Hawk. У 1988 році присвоєне звання першої пані лейтенант, а згодом дівчина стала адміністративною, виконавчою офіцеркою та керівницею взводу 1-го батальйону 501-го авіаційного полку. У 1989 році перейшла до 17-ї авіаційної бригади на посаду помічниці офіцера з матеріально-технічного забезпечення та служила в Південній Кореї, перш ніж повернутися до 501-го авіаційного полку як офіцерка кадрового складу 4-го батальйону в 1990 році. Впродовж року, з вересня 1990 року до вересня 1991 року, Лаура командувала штабом і штабною ротою 4-го батальйону. У березні 1991 року підвищена до звання пані капітан.
У 1991—1992 роках Річардсон відвідувала курси підвищення кваліфікації офіцерів авіації у Форт-Ракері і прийняла командування ротою B 1-го батальйону 158-го авіаційного полку в липні 1992 року. Згодом жінка служила кадровою офіцеркою батальйону (S-1). У 1995—1996 роках вона була тренеркою у програмі підготовки бойових команд у Форт-Лівенворт, а потім стала студенткою Командно-штабного коледжу армії США, де навчалася протягом року. Пізніше, в березні 1997 року присвоєно звання пані майор і Річардсон стала оперативною офіцеркою, а потім виконавчою офіцеркою 9-го батальйону 101-го авіаційного полку.
З лютого 1999 року по січень 2001 року Річардсон була військовою помічницею віцепрезидента Ела Гора. Того ж року вона отримала звання пані підполковник і стала заступницею оперативного офіцера 101-ї повітряно-десантної дивізії. З липня 2002 року по травень 2004 року Лаура була командиркою 5-го батальйону 101-го авіаційного полку і служила у цьому підрозділі в операції «Свобода Іраку». У той час жінка була зображена на обкладинці журналу «Time» від 24 березня 2003 року. Вона, її чоловік та їхня дочка були героями оповідання Ненсі Гіббс під назвою «Американська сім'я йде на війну», у якому вони були описані як «…перші чоловік та дружина, командири батальйону у новому війську одружених з дітьми». З 2004 по 2006 Лаура була планувальницею армійської кампанії разом із заступником начальника штабу з операцій та планів. У червні 2007 року жінка отримала ступінь магістра природничих наук в Індустріальному коледжі збройних сил у Форт-Макнейр. Після підвищення до полковника, вона була командиркою гарнізону армії у Форт-Майєрі до жовтня 2009 року, коли стала головою відділу зв'язку Сенату Сполучених Штатів для міністра армії.

## Генеральна офіцерка

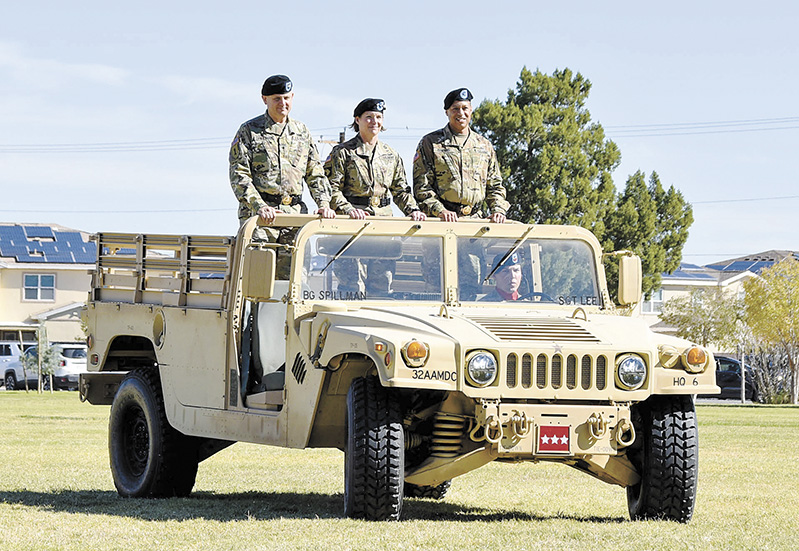
Річардсон, що виконує обов'язки командирки (КГ) FORSCOM (у центрі), оточена вихідними та вхідними КГ повітряної та протиракетної оборони 32-ї армії, оглядає війська під час церемонії зміни командування Форт Блісс, листопад 2018 р.

У липні 2011 року Лауру підвищили до бригадної пані генерал та призначили командиркою командуванням оперативного випробування у Форт-Гуд. Згодом жінку призначили заступницею командувача — підтримкою 1-ї кавалерійської дивізії у Форт-Гуд. Цю посаду вона залишила у 2013 році, для того, щоб стати заступницею начальника штабу і комунікацією Міжнародних сил сприяння безпеці в Афганістані. Річардсон повернулася до Сполучених Штатів через рік і стала головою законодавчого зв'язку в Управлінні міністра армії як пані генерал-майор.

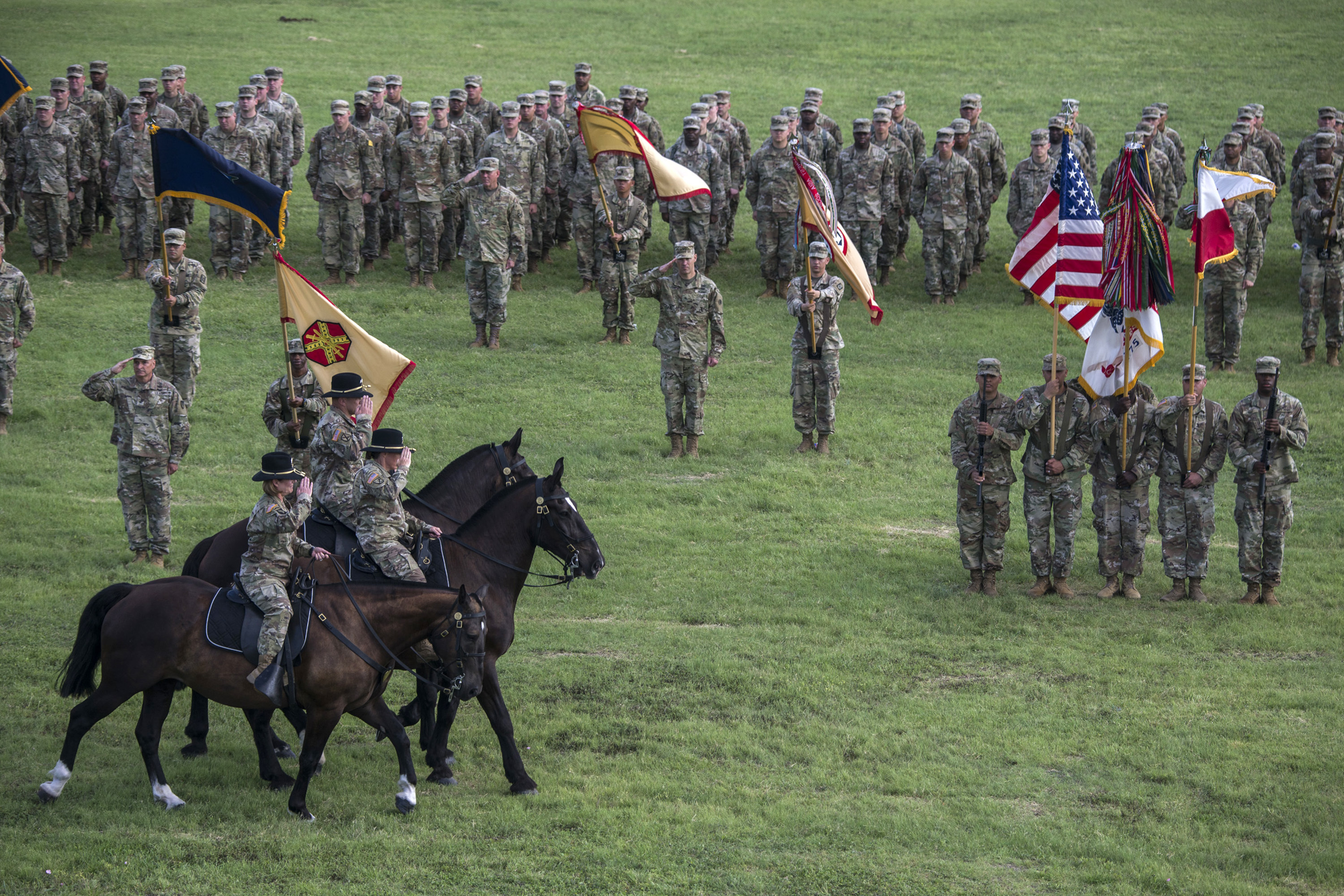
Річардсон, наступна керівниця групи ARNORTH, війська на церемонії зміни командування Форт Сем Х'юстон, 8 липня 2019 р.

У червні 2017 року Лауру підвищили до пані генерал-лейтенанта і призначили заступницею командувача Збройних сил США (FORSCOM), замінивши генерал-лейтенанта Патріка Дж. Донаг'ю II, який виходив у відставку. Вона була призначена командиркою ФОРСКОМ генералом Робертом Б. Абрамсом, який сказав, що рішення зайняло «менше секунди». І попри те, що він ніколи не працював з Річардсон; Абрамс сказав: «Я знаю її репутацію. Я бачив її роботу. Вона правильна лідерка у потрібний час». Її призначення було підтверджено Сенатом США, і вона стала першою жінкою, яка офіційно обіймала цю посаду (пані генерал-майор Джоді Дж. Деніелс виконувала обов'язки заступниці протягом тижня до призначення Лаури). FORSCOM є найбільшим командуванням в армії США, що представляє 770 000 солдатів і цивільних, включаючи 200 000 солдатів регулярної армії, дислокованих у США, а також всю Національну гвардію та армійський резерв. Коли у жовтні 2018 року Абрамс покинув FORSCOM у зв'язку з новим призначенням, Річардсон стала виконувачкою обов'язків командирки, і водночас першою жінкою, яка очолила організацію. Оголошуючи про призначення, начальник штабу армії Марк Міллі зазначив, що Лаура може розраховувати на те, що буде виконувати обов'язки командирки протягом кількох місяців. А також, розглядається питання щодо постійного призначення жінки на цю посаду. Вона продовжувала виконувати обов'язки командувачки, поки в березні 2019 року генерал Майкл X. Гарретт не прийняв командування.

### Командирка Південного командування США
У квітні Лаура була номінована як перша жінка-командувачка армії Сполучених Штатів Північна. А 8 липня того ж року, вона прийняла командування ARNORTH / 5-ю армією.
Під час перебування на посаді Річардсон, ARNORTH підтримувала Операцію «Порятунок союзників». ARNORTH також брала участь у реагуванні федерального уряду на пандемію COVID-19, а також у ліквідації наслідків стихійного лиха, включаючи операції з гасіння пожеж у дикій місцевості в Північній Каліфорнії.

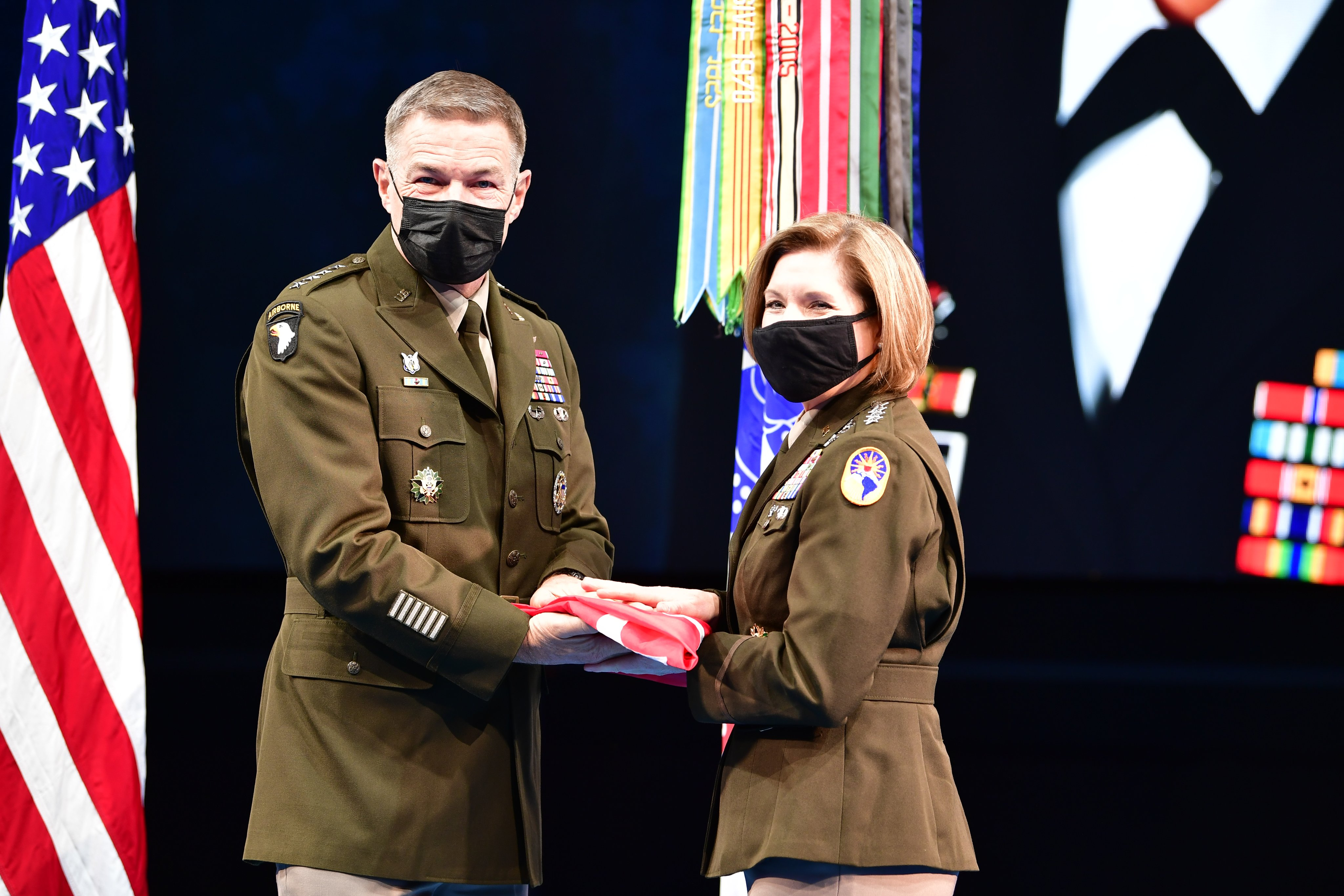
Начальник штабу армії, генерал Джеймс С. Макконвіль вручає Річардсон чотиризірковий прапор на церемонії підвищення, 18 жовтня 2021 р.

6 березня 2021 року міністр оборони Ллойд Остін оголосив, що президент Байден висунув Річардсон на посаду командувачки Південного командування Сполучених Штатів. Її кандидатуру було надіслано до Сенату 5 березня 2021 року, слухання відбулися 3 серпня 2021 року. Спочатку Річардсон збиралися рекомендувати тодішній міністр оборони Марк Еспер і голова Об'єднаного комітету начальників штабів Марк Міллі, але вони відкладалися до президентських виборів у США 2020 року через побоювання, що тодішній президент Дональд Трамп може негативно відреагувати на кандидатуру жінки на вищу посаду.

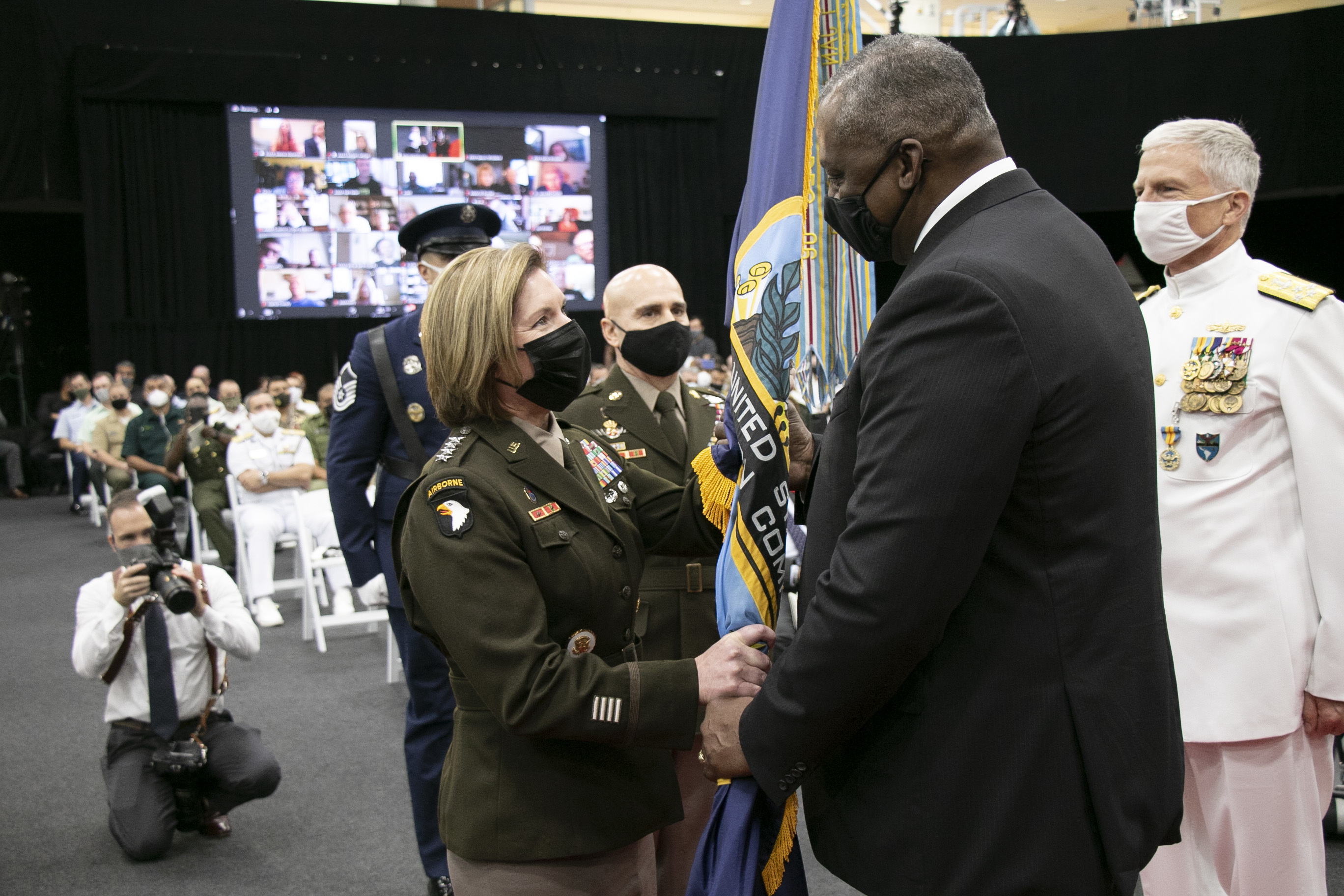
Річардсон приймає командування SOUTHCOM від міністра оборони Ллойда Остіна 29 жовтня 2021 року

На слуханнях щодо призначення кандидатури Річардсон заявила про свою відданість посиленню підходу SOUTHCOM до співробітництва в галузі безпеки та забезпечення того, щоб Сполучені Штати залишалися найкращим партнером у регіоні, а також гарантувала, що SOUTHCOM відіграє свою роль у підтримці зусиль «всього уряду» розповсюджувати вакцини проти COVID-19 граїнами-партнерами. Вона додала, що зосередиться на розширенні зусиль командування у сфері безпеки та багатосторонніх навчань, надасть пріоритет міжнародній військовій освіті та програмам обміну, а також продовжить співпрацю з Конгресом та Міністерством оборони для підвищення рівня оперативної сумісності та глобальної інтеграції. Вона була підтверджена одноголосним голосуванням 11 серпня 2021 року.
Річардсон передала командування ARNORTH Джону Р. Евансу 9 вересня 2021 року. Вона отримала четверту зірку як третя жінка, яка очолила бойове командування, а церемонія підвищення відбулася 18 жовтня 2021 року. Її чотиризіркове звання присвоїли начальник штабу армії Сполучених Штатів генерал Джеймс К. Макконвіль та її чоловік, генерал-лейтенант Джеймс М. Річардсон.
Церемонія зміни командування відбулася 29 жовтня 2021 року, коли її попередник, адмірал Крейг С. Феллер, пішов у відставку після 38 років відмінної служби.

## Особисте життя
Річардсон одружена з генерал-лейтенантом Джеймсом М. Річардсоном, заступником командувача з бойового розвитку в Командуванні майбутнього армії. У них одна донька.

## Нагороди та відзнаки

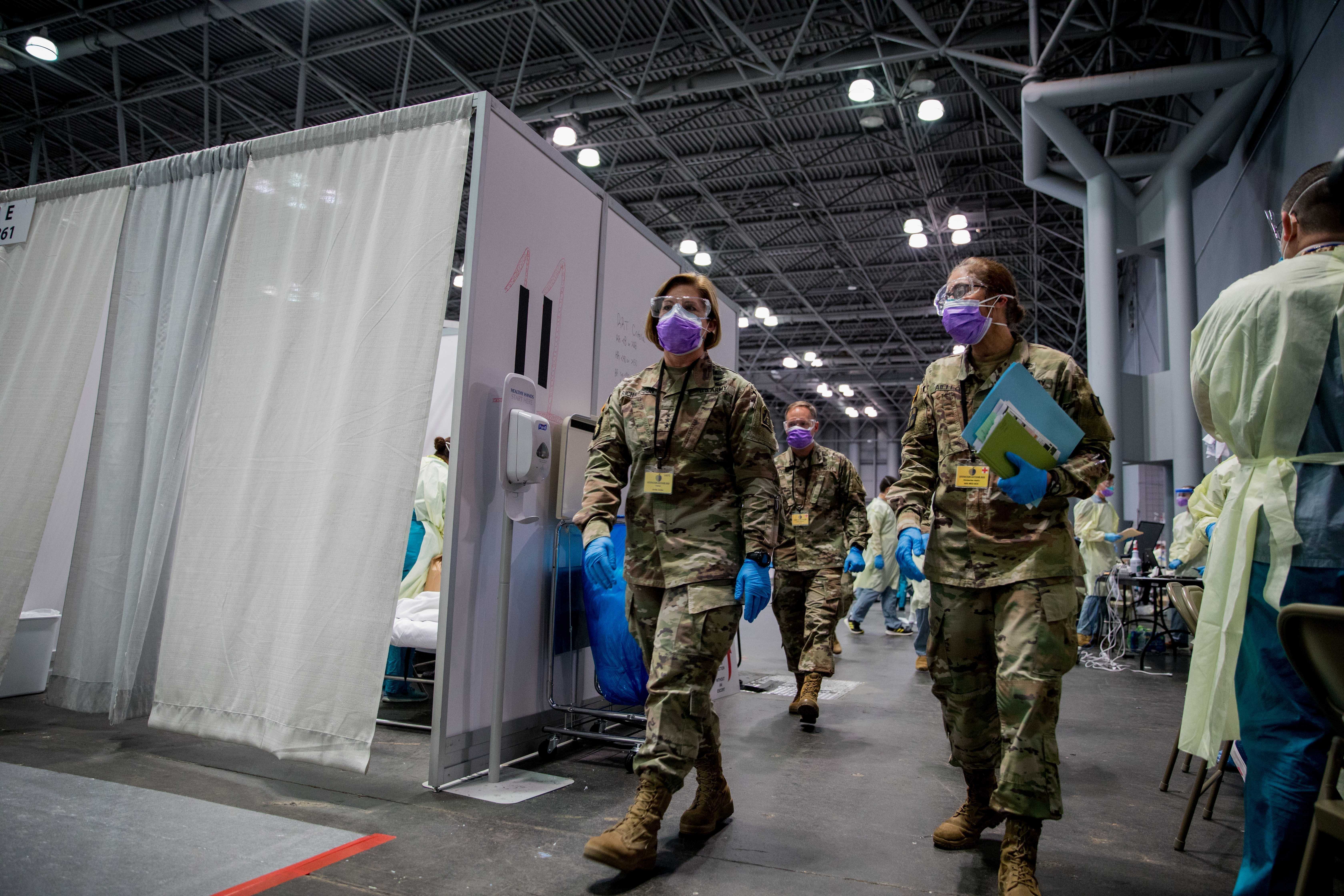
12 квітня 2020 року пані генерал-лейтенант Лаура Річардсон на екскурсії по медичній станції Джавітс у Нью-Йорку, яку проводить командир 44-ї медичної бригади полковник армії Кімберлі Аєлло (праворуч), під час пандемії COVID-19

Згідно з даними армії США:
| </img> | Знак бойових дій                                                                 |
| </img> | Знак старшого військового льотчика                                               |
| </img> | Значок повітряного штурму                                                        |
| </img> | Базовий значок парашутиста                                                       |
| </img> | Посвідчення штабу армії                                                          |
| </img> | Нагрудний знак віцепрезидента                                                    |
| </img> | Нагрудний знак 101-ї повітряно-десантної дивізії для колишньої військової служби |
| </img> | Знак відзнаки підрозділу Південного командування США                             |
| </img> | 4 бари обслуговування за кордоном                                                |

|                                      | Defense Distinguished Service Medal                               |
| [[Файл:{{{name}}}.svg\|106px\|alt=]] | Army Distinguished Service Medal with one bronze oak leaf cluster |
| [[Файл:{{{name}}}.svg\|106px\|alt=]] | Defense Superior Service Medal with oak leaf cluster              |
|                                      | Legion of Merit with three oak leaf clusters                      |
|                                      | Bronze Star Medal                                                 |
|                                      | Meritorious Service Medal with four oak leaf clusters             |
|                                      | Air Medal with bronze award numeral 7                             |
|                                      | Joint Service Commendation Medal                                  |
| [[Файл:{{{name}}}.svg\|106px\|alt=]] | Army Commendation Medal with oak leaf cluster                     |
|                                      | Army Achievement Medal with two oak leaf clusters                 |
|                                      | Meritorious Unit Commendation with two oak leaf clusters          |
| [[Файл:{{{name}}}.svg\|106px\|alt=]] | Superior Unit Award with oak leaf cluster                         |
| [[Файл:{{{name}}}.svg\|106px\|alt=]] | National Defense Service Medal with one bronze service star       |
|                                      | Afghanistan Campaign Medal                                        |
| [[Файл:{{{name}}}.svg\|106px\|alt=]] | Iraq Campaign Medal with service star                             |
|                                      | Global War on Terrorism Expeditionary Medal                       |
|                                      | Global War on Terrorism Service Medal                             |
|                                      | Korea Defense Service Medal                                       |
| [[Файл:{{{name}}}.svg\|106px\|alt=]] | Armed Forces Service Medal with service star                      |
|                                      | Humanitarian Service Medal                                        |
|                                      | Army Service Ribbon                                               |
|                                      | Army Overseas Service Ribbon with award numeral 5                 |
|                                      | NATO Medal for service with ISAF                                  |